# 골포아란치
골포아란치(Golfo Aranci, 언어 오류(sdn): Figari; 사르데냐어: Fìgari)는 이탈리아 사르데냐 주 사사리도에 있는 코무네로, 칼리아리에서 북쪽으로 약 200 킬로미터 (120 mi) 떨어져 있고, 올비아에서 북동쪽으로 약 13 킬로미터 (8 mi) 떨어져 있다.

## 이름
이 마을의 이름은 문자적으로 "오렌지 만"을 뜻하지만, 실제로는 최근 갈루라어 지명인 Golfu di li Ranci("게 만")를 이탈리아어로 바꾼 것이다. 이전에는 피가리(Figari)라고만 알려져 있었다.

## 역사
현재의 마을은 18세기 중반에 어항으로 성장했다. 19세기 초 왕실 칙령에 따라 이탈리아 본토에서 도착하는 주요 항구가 되어 인구 증가에 기여했다.